# Kersey (Pennsylvanie)
Kersey est une census-designated place située dans le comté d'Elk, dans l’État de Pennsylvanie, aux États-Unis. Lors du recensement de 2020, elle compte 797 habitants.